# Condado de Grant (Minnesota)
O Condado de Grant é um dos 87 condados do estado americano do Minnesota. A sede do condado é Elbow Lake, e sua maior cidade é Elbow Lake.
O condado possui uma área de 1 490 km² (dos quais 75 km² estão cobertos por água), uma população de 6 289 habitantes, e uma densidade populacional de 4 hab/km² (segundo o censo nacional de 2000). O condado foi fundado em 1873.